# Oradour-sur-Glane
Oradour-sur-Glane (en occitano Orador de Glana) es una localidad y comuna francesa situada en el departamento de Alto Vienne, en la región de Nueva Aquitania.

## Demografía
| 1540 | 1671 | 1759 | 1941 | 1998 | 2025 | 2222 |
| Para los censos de 1962 a 1999 la población legal corresponde a la población sin duplicidades (Fuente: INSEE [Consultar]) |      |      |      |      |      |      |

## Historia
El pueblo original fue destruido el 10 de junio de 1944, cuando 643 de sus habitantes, entre ellos mujeres y niños, fueron masacrados por una compañía de tropas pertenecientes a la 2.ª División SS Das Reich, una unidad de las Waffen-SS de las fuerzas militares de la Alemania nazi. Heinz Barth, oficial de las SS y criminal de guerra nazi, fue el responsable de esta matanza. 19 de las víctimas eran exiliados españoles huidos de la reciente guerra civil. Después de la guerra se construyó un nuevo pueblo en un lugar cercano, pero por orden del entonces presidente francés, Charles de Gaulle, el original se ha mantenido como monumento permanente. El museo Centre de la mémoire d'Oradour se encuentra al lado del sitio histórico.